# كالفيرت (تكساس)
كالفيرت (بالإنجليزية: Calvert, Texas)‏ هي مدينة تقع بولاية تكساس في شمال شرق الولايات المتحدة. تبلغ مساحة هذه المدينة 10.1 (كم²)، وترتفع عن سطح البحر 100 م، بلغ عدد سكانها 1192 نسمة في عام 2010 حسب إحصاء مكتب تعداد الولايات المتحدة وتصل الكثافة السكانية فيها 141.5 نسمة/كم2.

## التركيبة السكانية
حدّد مكتب تعداد الولايات المتحدة بيانات التركيبة السكانية لكالفيرت في تعداد الولايات المتحدة. في ما يلي، التركيبة السكانية حسب تعدادي 2000 و2010.

### تعداد عام 2000
بلغ عدد سكان كالفيرت 1,426 نسمة بحسب تعداد عام 2000، وبلغ عدد الأسر 574 أسرة وعدد العائلات 375 عائلة مقيمة في المدينة. في حين سجلت الكثافة السكانية 141.6 نسمة لكل كيلومتر مربع (366.7/ميل2). وبلغ عدد الوحدات السكنية 726 وحدة بمتوسط كثافة قدره 72.1 لكل كيلومتر مربع (186.7/ميل2).
وتوزع التركيب العرقي للمدينة بنسبة 36.89% من البيض و52.38% من الأمريكيين الأفارقة و0.42% من الأمريكيين الأصليين و0.07% من الأمريكيين ذوي الأصول الآسيوية و8.77% من الأعراق الأخرى و1.47% من عرقين مختلطين أو أكثر و14.87% من الهسبانيون أو اللاتينيون من أي عرق.
بلغ عدد الأسر 574 أسرة كانت نسبة 34.5% منها لديها أطفال تحت سن الثامنة عشر تعيش معهم، وبلغت نسبة الأزواج القاطنين مع بعضهم البعض 34.7% من أصل المجموع الكلي للأسر، ونسبة 25.4% من الأسر كان لديها معيلات من الإناث دون وجود شريك،  بينما كانت نسبة 5.2% من الأسر لديها معيلون من الذكور دون وجود شريكة وكانت نسبة 34.7% من غير العائلات. تألفت نسبة 32.4% من أصل جميع الأسر من عدة أفراد يعيشون في نفس المنزل ونسبة 16.6% كانت تتألف من شخص يعيش بمفرده يبلغ من العمر 65 عاماً أو أكثر. وبلغ متوسط حجم الأسرة المعيشية 2.44، أما متوسط حجم العائلات فبلغ 3.07.
بلغ العمر الوسطي للسكان 37.5 عاماً. وكانت نسبة 29.7% من القاطنين تحت سن الثامنة عشر، وكانت نسبة 7.1% بين الثامنة عشر والرابعة والعشرين عاماً، ونسبة 21.9% كانت واقعةً في الفئة العمرية ما بين الخامسة والعشرين والرابعة والأربعين عاماً، ونسبة 22% كانت ما بين الخامسة والأربعين والرابعة والستين، ونسبة 17.5% كانت ضمن فئة الخامسة والستين عاماً فما فوق. يوجد لكل 100 أنثى 86.9 ذكر، ويوجد لكل 100 أنثى في الثامنة عشر من عمرها فما فوق 80.1 ذكر.
بلغ متوسط دخل الأسرة في المدينة 18,105 دولارًا، أما متوسط دخل العائلة فبلغ 23,214 دولارًا. وكان متوسط دخل الذكور 24,722 دولارًا مقابل 17,885 دولارًا للإناث. وسجل دخل الفرد الخاص بالمدينة 13,165 دولارًا. وكانت نسبة 30.3% من العائلات ونسبة 36.9% من السكان تحت خط الفقر، وكان من هؤلاء نسبة 52.9% تحت سن الثامنة عشر ونسبة 32.6% في الخامسة والستين من العمر وما فوق.

### تعداد عام 2010
بلغ عدد سكان كالفيرت 1,192 نسمة بحسب تعداد عام 2010، وبلغ عدد الأسر 509 أسرة وعدد العائلات 314 عائلة مقيمة في المدينة. في حين سجلت الكثافة السكانية 118.4 نسمة لكل كيلومتر مربع (306.7/ميل2). وبلغ عدد الوحدات السكنية 675 وحدة بمتوسط كثافة قدره 67 لكل كيلومتر مربع (173.5/ميل2).
وتوزع التركيب العرقي للمدينة بنسبة 44.04% من البيض و49.24% من الأمريكيين الأفارقة و0.25% من الأمريكيين ذوي الأصول الآسيوية و4.61% من الأعراق الأخرى و1.85% من عرقين مختلطين أو أكثر و12.84% من الهسبانيون أو اللاتينيون من أي عرق.
بلغ عدد الأسر 509 أسرة كانت نسبة 30.8% منها لديها أطفال تحت سن الثامنة عشر تعيش معهم، وبلغت نسبة الأزواج القاطنين مع بعضهم البعض 32.6% من أصل المجموع الكلي للأسر، ونسبة 22.8% من الأسر كان لديها معيلات من الإناث دون وجود شريك،  بينما كانت نسبة 6.3% من الأسر لديها معيلون من الذكور دون وجود شريكة وكانت نسبة 38.3% من غير العائلات. تألفت نسبة 36% من أصل جميع الأسر من عدة أفراد يعيشون في نفس المنزل ونسبة 15.7% كانت تتألف من شخص يعيش بمفرده يبلغ من العمر 65 عاماً أو أكثر. وبلغ متوسط حجم الأسرة المعيشية 2.29، أما متوسط حجم العائلات فبلغ 2.99.
بلغ العمر الوسطي للسكان 42.4 عاماً. وكانت نسبة 25.8% من القاطنين تحت سن الثامنة عشر، وكانت نسبة 8.3% بين الثامنة عشر والرابعة والعشرين عاماً، ونسبة 18.9% كانت واقعةً في الفئة العمرية ما بين الخامسة والعشرين والرابعة والأربعين عاماً، ونسبة 29.3% كانت ما بين الخامسة والأربعين والرابعة والستين، ونسبة 17.8% كانت ضمن فئة الخامسة والستين عاماً فما فوق. وتوزع التركيب الجنسي للسكان بنسبة 48.7% ذكور و51.3% إناث.

## معرض صور

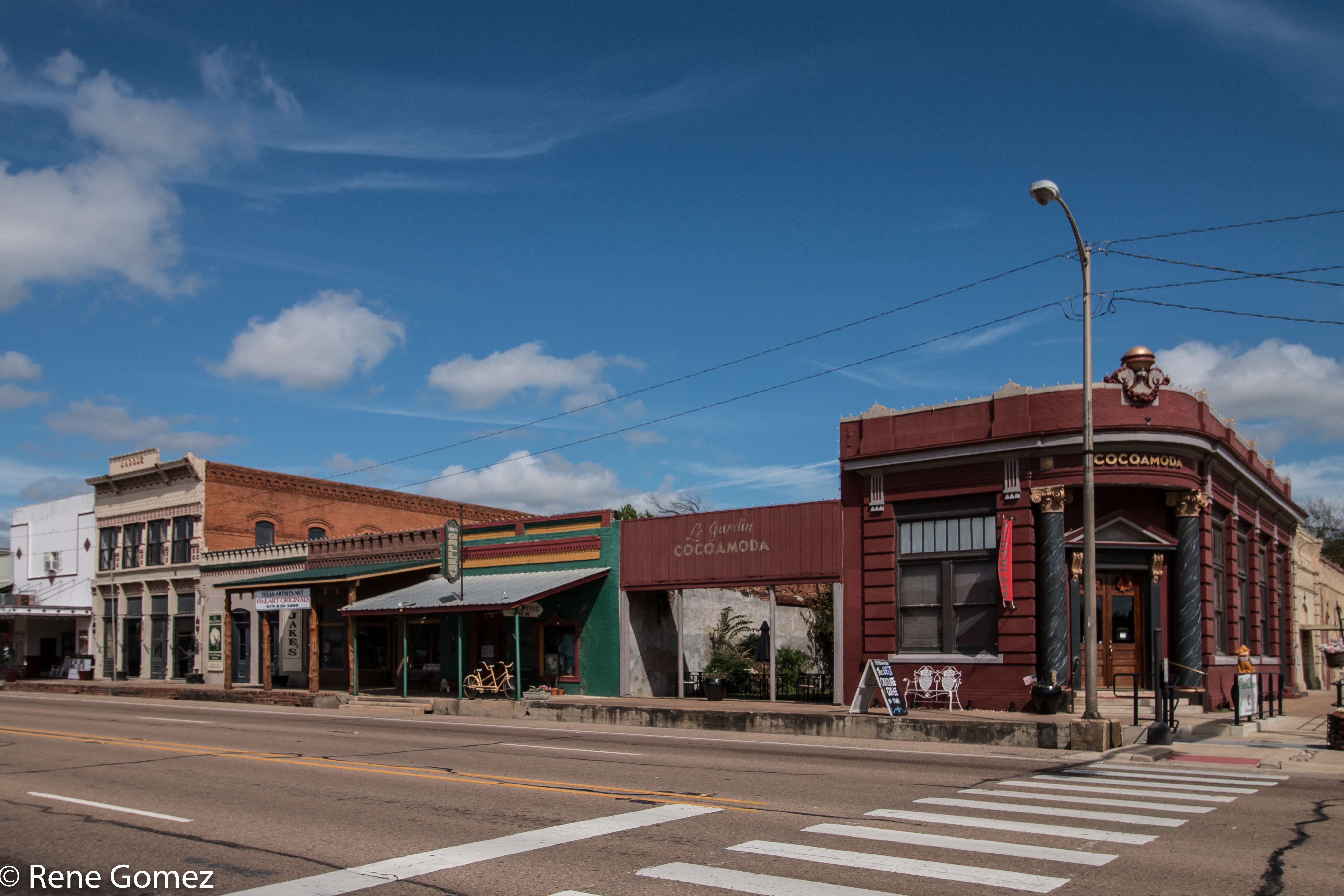
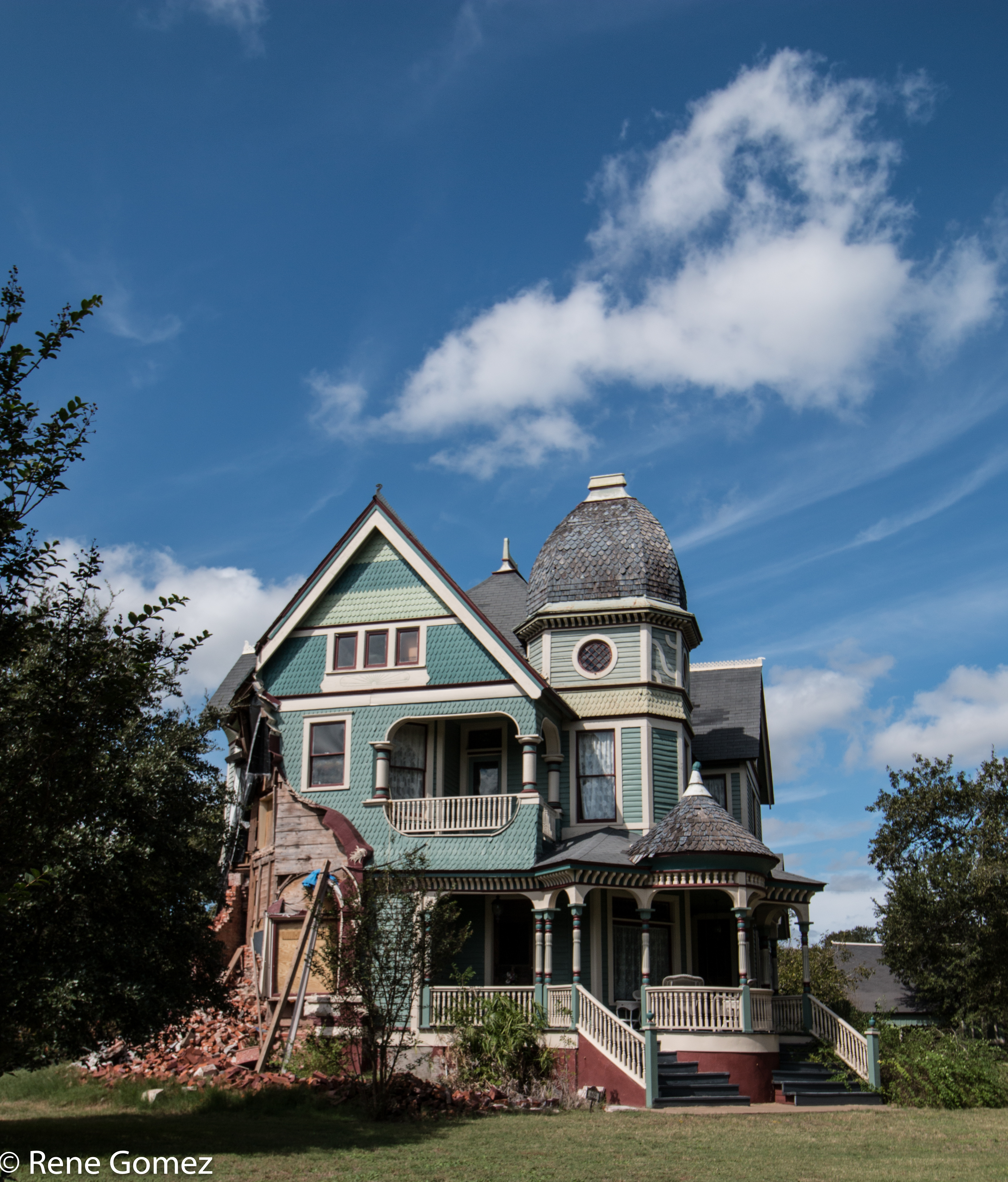
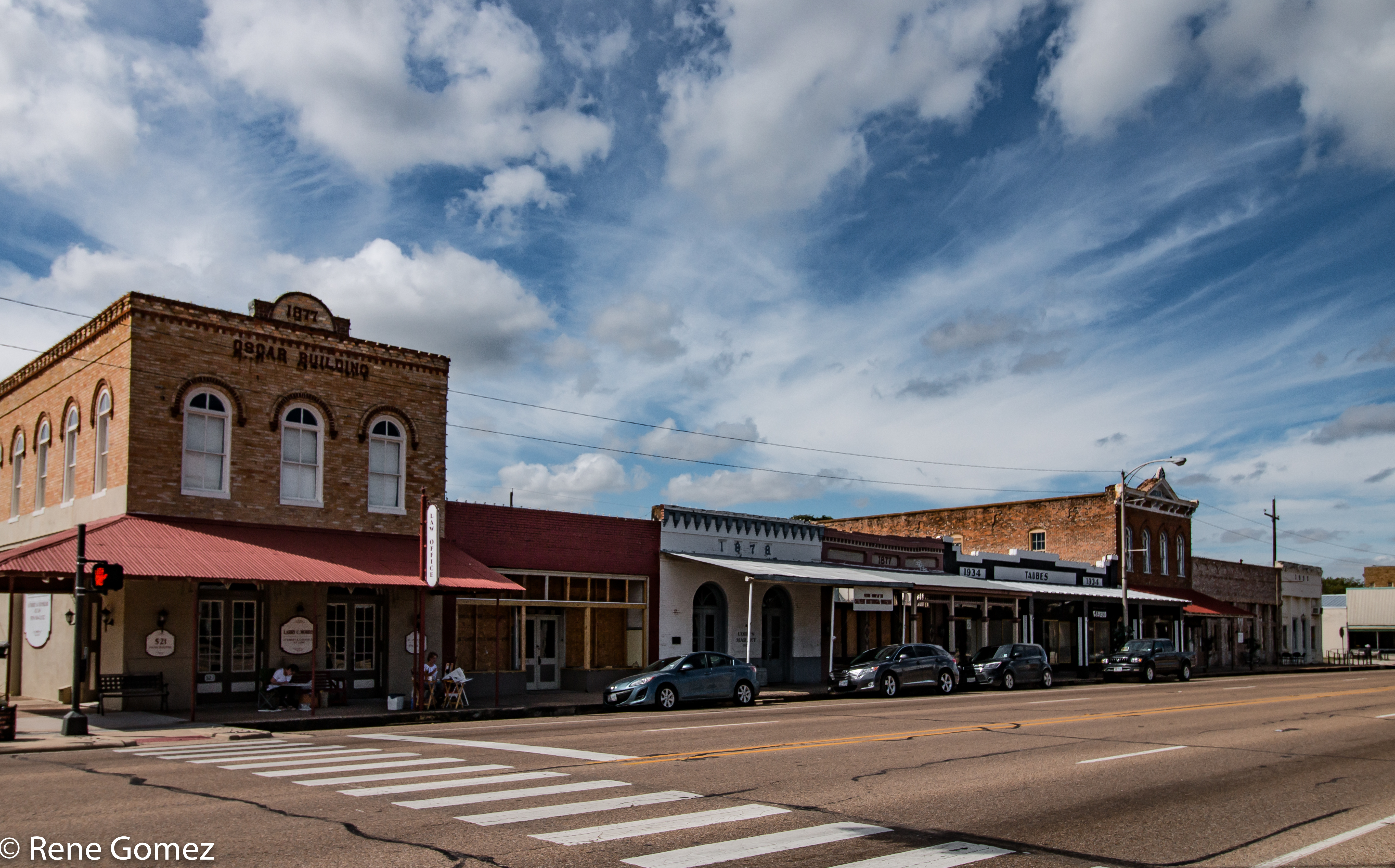

## أعلام
- بيت ميلز
- سكوت فيلد
- توم برادلي
- جوزيف تايري سنيد الثالث
- بيل فوستر

## وصلات خارجية
- The US50 - Cities and Towns in Texas State